# منجد (اسم)
منجد هو اسم علم مذكر من أصل عربي، ومعناه هو المنقذ المعين، مساعد الملهوف.

## شخصيات تحمل الاسم
- منجد المدرس (1972 – )
- منجد بهجت

## وصلات خارجية
- موسوعة السلطان قابوس لأسماء العرب